# مقام حجاز كار
حجاز كار هو اصطلاح في الموسيقى، بمعنى صنعة الحُجاز، وكلمة كار فارسية تعني العمل أو الصنعة ، ويُطلق في الموسيقى العربية على هيئة لحنية جماعية نغم ، تؤسس في المنطقة الوسطى على النغمة يكاه أو مقام الرست، والجنس المميز لهذه الجماعة هو الجنس اللين غير المنتظم المسمى اصطلاحًا بجنس الحجاز كار.

## صفته
مقام حجازكار هو المقام الاكثر انتقالًا من مقام الحجاز. يبدأ مقام الحجاز كار بجنس الحجاز على القرار، ثمّ جنس النكريز على الغماز (الدرجة الرابعة) ويليه جنس الحجاز كار على الجواب (الدرجة الثامنة).

## علامات مقام حجاز كار
يبدأ مقام الحجاز كار من درجة الدو كالتالي:  دو   ري بيمول    مي   فا   صول   لا بيمول   سي   دو. أي أن جنس أصل حجاز دو، وجنس فرع حجاز نوا (صول).

## أغاني على مقام حجاز كار
- اسأل روحك - محمد الموجي.[2]
- أنا هويت وانتهيت - سيد درويش.
- مضناك جفاه مرقده - محمد عبد الوهاب.
- أنا في انتظارك - أم كلثوم.
- كامل الأوصاف - عبدالحليم حافظ.
- بعثتلك - فيروز.
- فوق النا خل - ناظم الغزالي / صباح فخري.
- اقرب الناس - محمد عبده.
- آخر زيارة - محمد عبده.